# Liste der Reichspressechefs
Die folgende Liste bietet einen Überblick über die Inhaber des Amtes des Reichspressechefs, des Leiters der Pressestelle der Reichsregierung in der Zeit der Weimarer Republik:
- Ulrich Rauscher (12. Dezember 1918 bis 24. Juli 1920)
- Friedrich Heilbron (1. August 1920 bis 18. Juni 1921)
- Oscar Müller (18. Juni 1921 bis 22. November 1922)
- Arnold Kalle (31. August 1923 bis 4. Dezember 1923)
- Friedrich Heilbron (16. Januar 1923 bis 19. August 1923) (2. Amtszeit)
- Karl Spiecker (4. Dezember 1923 bis 16. Januar 1925)
- Otto Kiep (16. Januar 1925 bis 4. November 1926)
- Walter Zechlin (4. November 1926 bis 1. Juni 1932)
- Heinrich von Kaufmann-Asser (3. Juni 1932 bis 13. August 1932)
- Erich Marcks (13. August 1932 bis 30. Januar 1933)